# جوسيف ياكوبس
جوسيف جاكوبس (بالألمانية: Josef Jacobs)‏ (و. 1894 – 1978 م) هو طيار مقاتل، وسائق سيارة سباق، من ألمانيا، ويحمل رتبة عسكرية Podporucznik، توفي في ميونخ، عن عمر يناهز 84 عاماً.

## جوائز
حصل على جوائز منها:
- وسام الاستحقاق.